# Пятаков, Григорий Михайлович
Григорий Михайлович Пятаков (22 ноября 1903 — XX век) — гвардии полковник ВВС СССР.

## Биография
Участник Великой Отечественной войны. Командовал в годы войны:
- 172-й истребительный авиационный полк (30 июня — 4 октября 1941, майор)[2]
- 233-й истребительный авиационный полк (7 октября 1941 — 24 августа 1942, майор)[3]
- 177-й гвардейский истребительный авиационный полк (сентябрь 1943 — 31 января 1945, подполковник, позже полковник)[4][5]

В послевоенные годы служил в Войске Польском. Командир 5-й истребительной дивизии ВВС ПНР в 1950—1952 годах, командир 3-го истребительного корпуса ВВС в 1952 году. По возвращении из Польши служил в Московском округе ПВО.
Отмечен следующими наградами:
- Орден Красного Знамени (16 февраля 1944[6], 22 февраля 1945[7])[1]
- Орден Александра Невского (16 октября 1944)[8][1]
- Медаль «За оборону Москвы» (11 ноября 1944)[9][1]
- Медаль «За победу над Германией» (20 сентября 1945)[10][1]